# Greg Coolidge
Greg Coolidge est un acteur, scénariste, réalisateur et producteur américain né le 28 décembre 1972 à Red Bank, New Jersey (États-Unis).

## Filmographie

### Acteur
- 1998 : Possums (en) : Jake Malloy
- 2000 : Queen for a Day : Ricky
- 2000 : In God We Trust : Purgatorian
- 2002 : Sorority Boys : Pete

### Scénariste
- 2000 : Queen for a Day
- 2014 : Mise à l'épreuve (Ride Along) de Tim Story
- 2023 : Le Continental : D'après l'Univers de John Wick (The Continental : From the World of John Wick) (série TV)

### Réalisateur
- 2000 : Queen for a Day
- 2006 : Employés modèles

### Producteur
- 1998 : Possums (en)
- 2023 : Le Continental : D'après l'Univers de John Wick (The Continental : From the World of John Wick) (série TV)